# Entraigues-sur-la-Sorgue
Entraigues-sur-la-Sorgue è un comune francese di 7 812 abitanti situato nel dipartimento della Vaucluse della regione della Provenza-Alpi-Costa Azzurra.

## Società
Il comune di Entraigues-sur-la-Sorgue è gemellato con il comune di Fossombrone (Italia)

### Evoluzione demografica
Abitanti censiti